# Juan Mariano Varela
Juan Mariano Varela Garza (nacido el 14 de abril de 1972 en Tampico, Tamaulipas) es un futbolista retirado, y directivo mexicano, que jugaba en la posición de mediocampista. Surge de los Tigres de la UANL y jugó para el Club Deportivo Guadalajara y Dorados de Sinaloa.
Debutó el domingo 17 de marzo de 1991 con la UANL, en un encuentro contra Tecos de la UAG. Jugo hasta el final de la temporada 1994-95 con los Tigres y después fue vendido al Guadalajara donde se desempeñó la mayor parte de su carrera, desde el Invierno 1996 hasta el Apertura 2002, al siguiente torneo pasa a jugar a los Lagartos de Tabasco, y para el Apertura 2003 refuerza al Dorados de Sinaloa que en ese entonces se encontraba en la Primera división 'A' mexicana.
Actualmente se ha desempeñado como secretario técnico en el Club Deportivo Guadalajara, y también ha ocupado el puesto de Vicepresidente del Deportivo Saprissa de Costa Rica.